# Dornier Do J
Dornier Do J bio je dvomotorni njemački leteći brod 1920-ih dizajniran u aviotvrtki Dornier Flugzeugwerke.
Dornier Do J (oznaka pod Ratnim zrakoplovstvom nacističke Njemačke bila je Do 16) bio je poznatiji kao Wal ("Kit"). 
Do J bio je u odnosu na avione iste skupine iz 1. svjetskog rata, prilično moderan leteći brod jednokrilac visoko postavljenim krilom na upornicama. Dva klipna motora bila su postavljena jedan iza drugog u kućištu iznad krila, paralelno s trupom. Prednji propeler bio je vučni dok je zadnji bio potisni. Da J imao je svoj prvi let 6. studenog 1922. godine. Kako su prema Versajskom ugovoru zrakoplovne aktivnosti u Njemačkoj bile zabranjene nakon 1. svjetskog rata sve do 1932., probni let bio je u Italiji. Proizvodnja Do J trajala je u Njemačkoj od u 1931. do 1936. godine.

## Inačice
U vojnoj inačici, posada je bila smještena u dva do četiri sjedala u otvorenoj pilotskoj kabini blizu nosnog dijela trupa. Jedna pozicija za mitraljez bila je smještena ispred pilotske kabine a još jedna ili dvije u sredini broda. Vojne inačice su počevši sa Španjolskom, dostavljane u Argentinu, Čile, Nizozemsku (za korištenje u njenim kolonijama), Jugoslaviju, Sovjetski Savez i do kraja proizvodnje u Italiju i Njemačku. Najveći vojni korisnici, Španjolska i Nizozemska, proizvodili su svoje inačice pod licencom. Nekoliko zemalja, posebice Italija, Norveška, Portugal, Urugvaj, Velika Britanija i Njemačka koristili su svoje vojne Do J u napadima na neprijatelja.
Civilna inačica ("Kabinenwal") imala je putničku kabinu u nosnom dijelu u koju se moglo smjestiti do 12 putnika dok je otvoreni kokpit bio premješten prema stražnjem dijelu aviona. Glavni korisnici ove inačice bili su Njemačka, Italija, Brazil, Kolumbija.
Na prve Do J ugrađivani su Rolls-Royce Eagle IX motori od po 265 kW (355 KS). Kasnije inačice koristile su ovisno o proizvođaču, gotovo svaki motor dostupan na tržištu, kao što su Hispano-Suiza, Napier Lion, Lorraine-Dietrich, BMW pa čak i Liberty motor.

## Korištenje
Norveški polarni istraživač Roald Amundsen u pratnji s Lincolnom Ellsworthom, pilotom Hjalmarom Riiser-Larsenom i još tri člana tima koristili su 1925. godine dva dornierova leteća broda u svom neuspješnog pokušaju osvajanja Sjevernog pola. Avioni N-24 i N-25 sletjeli su 87° 44' sjeverno što je bila najsjevernija geografska širina koju je do tada dosegao neki zrakoplov. Avioni su se spustili nekoliko milja odvojeno, bez radio veze, ali se posada ipak uspjela ponovno okupiti. Jedan od aviona, N-24 bio je oštećen. Amundsen i njegov tim radili su više od tri tjedna kako bi pripremili stazu za uzlijetanje s leda. Samo s lopatama morali su prebaciti oko 600 tona leda uz jedan dnevni obrok od 454 g (1 funta. Na kraju, šest članova tima smještenih u N-25 uspjeli su uzletjeti i vratiti se kada su već svi mislili kako su zauvijek izgubljeni.
1926. godine Ramón Franco postao je španjolski nacionalni heroj kad je s Dornierom Plus Ultra preletio atlantik. Njegov kopilot bio je Julio Ruiz de Alda Miqueleiz a ostalu posadu sačinjavali su Teniente de Navio (poručnik ratne mornarice) Juan Manuel Duran i mehaničar Pablo Rada. Avion je 22. siječnja poletio s Palos de la Frontera u Huelvau (Španjolska) a u Buenos Aires sletio je 26. siječnja uz zaustavljanje kod Gran Canaria, Cape Verdea, Pernambucoa, Rio de Janeira i Montevidea. Udaljenost od 10.270 km savladana je za 59 sati i 39 minuta. Događaj je zabilježen u svim većim svjetskim novinama uz opasku kako se radi avionu i tehničkoj stručnost iz inozemstva. Ipak posada je glamurozno hvaljena u španjolskom govornom području a na trgu Plaza de Colon u Madridu okupilo se više tisuća ljudi kako bi proslavili ovaj uspjeh.
Portugalski vojni pilot Sarmento de Beires i njegova posada su s Do J (Argos) 17. ožujka 1927.  uspješno završili prvi noćni let preko južnog Atlantika. Let je započeo u Portugalskoj Gvineji a završio u Brazilu.
1929. godine Franco je pokušao još jedan let preko Atlantika ali se ovaj puta avion srušio u more u blizini Azora. Posadu je dan kasnije spasio britanski nosač zrakoplova Eagle.
10 aviona koristila je Lufthansa od 1934. do 1938. za svoj poštarski servis preko južnog Atlantika s doletom od 3.600 km na visini od 3.500 m.
Dva Dornierova "Kita" (Passat i Boreas) bili su važniji dio Treće njemačke antarktičke ekspedicije iz 1939. godine.
Kolumbijski ratno zrakoplovstvo koristilo je Do J u ratu s Peruom (1932. – 1933.)
Više od 250 Do J izgrađeno je u tvrtkama CMASA (Fiat BGA (Bombardamento Genio Aeronautico; ponekad korišten naziv CMASA BGA) i Piaggio u Italiji, CASA u Španjolskoj, Kawasaki u Japanu, Aviolanda u Nizozemskoj i Dornier u Njemačkoj.

## Tehničke karakteristike (Dornier Do J Wal)
Osnovne karakteristike
- posada: 3
- kapacitet: 8 do 10 putnika
- dužina: 17,25 m
- raspon krila: 22,50 m
- površina krila: 96,00 m²
- visina: 5,20 m

Letne karakteristike
- najveća brzina: 170 - 185 km/h
- ekonomska brzina: 145 km/h
- najveća visina leta: 3.500 m
- motor: Rolls-Royce Eagle IX V-12 motor

## Vanjske poveznice
- Dornier Wal Documentation Center
- http://www.airwar.ru/enc/other1/doj.html